# پنگوئن فیوردلند
پنگوئن فیوردلند (نام علمی: Eudyptes pachyrhynchus) همچنین به عنوان تاواکی (به انگلیسی: Tawaki) نیز شناخته می‌شود، گونه‌ای پنگوئن از پنگوئن‌های کاکل‌دار نیوزلند است. این پنگوئن‌ها در ساحل و جزایر دورافتاده و جزیره استوارت زندگی می‌کنند.